# 陸奥沢辺駅
陸奥沢辺駅（むつさわべえき）は、青森県西津軽郡深浦町大字沢辺字吉花（よしはな）にある、東日本旅客鉄道（JR東日本）五能線の駅である。

## 歴史
- 1936年（昭和11年）7月30日：国鉄の駅として西津軽郡岩崎村に開業[2][3]。
- 1971年（昭和46年）10月1日：貨物および荷物の扱いを廃止[4]。駅無人化[5]。ただし、翌年3月31日までは（日曜・祝日を除く）6時から15時半まで旅客扱い要員を1名配置する[6]。
- 1987年（昭和62年）4月1日：国鉄分割民営化により、東日本旅客鉄道の駅となる[3]。
- 2009年（平成21年）5月31日：簡易委託を解除。無人化[2]。
- 2010年（平成22年）4月1日：深浦駅から五所川原駅に管理駅が変更となる。
- 2024年（令和6年）10月1日：えきねっとQチケのサービスを開始[1][7]。

## 駅構造
単式ホーム1面1線を有する地上駅である。駅舎は、五能線の東八森駅や大間越駅および奥羽本線の撫牛子駅と同じデザインである。国鉄末期に良く作られたカプセル式の待合所である。
弘前統括センター（五所川原駅）の無人駅である。

## 利用状況
JR東日本によると、2000年度（平成12年度）- 2008年度（平成20年度）の1日平均乗車人員の推移は以下のとおりであった。
| 乗車人員推移       | 乗車人員推移     | 乗車人員推移   |
| 年度               | 1日平均 乗車人員 | 出典           |
| ------------------ | ---------------- | -------------- |
| 2000年（平成12年） | 19               | [ 利用客数 1 ] |
| 2001年（平成13年） | 18               | [ 利用客数 2 ] |
| 2002年（平成14年） | 16               | [ 利用客数 3 ] |
| 2003年（平成15年） | 14               | [ 利用客数 4 ] |
| 2004年（平成16年） | 13               | [ 利用客数 5 ] |
| 2005年（平成17年） | 11               | [ 利用客数 6 ] |
| 2006年（平成18年） | 10               | [ 利用客数 7 ] |
| 2007年（平成19年） | 6                | [ 利用客数 8 ] |
| 2008年（平成20年） | 6                | [ 利用客数 9 ] |

## 駅周辺
- 青森県道194号沢辺陸奥沢辺停車場線
  - 国道101号
- 中山峠
- 玉坂川
- 岩崎海岸

## 隣の駅
東日本旅客鉄道（JR東日本）
■五能線
□快速
通過　
■普通
陸奥岩崎駅 - 陸奥沢辺駅 - ウェスパ椿山駅

### 記事本文
1. 1 2 3 4  「駅の情報（陸奥沢辺駅）：JR東日本」東日本旅客鉄道。2024年8月29日時点のオリジナルよりアーカイブ。2024年9月4日閲覧。
2. 1 2 3 4 5 6 7 8 9  『週刊 JR全駅・全車両基地』 31号 青森駅・弘前駅・深浦駅ほか、朝日新聞出版〈週刊朝日百科〉、2013年3月17日、25頁。
3. 1 2 3  石野哲（編）『停車場変遷大事典 国鉄・JR編 Ⅱ』（初版）JTB、1998年10月1日、550頁。ISBN 978-4-533-02980-6。
4. ↑  「日本国有鉄道公示第401号」『官報』1971年10月1日。
5. ↑  「通報 ●鯉川駅ほか29駅の駅員無配置について（旅客局）」『鉄道公報』日本国有鉄道総裁室文書課、1971年10月1日、11面。
6. ↑  「営業体制近代化」『交通新聞』交通協力会、1971年10月5日、1面。
7. ↑  「Suicaエリア外もチケットレスで! 東北エリアから「えきねっとQチケ」がはじまります (PDF)」（プレスリリース）、東日本旅客鉄道、2024年7月11日。2024年8月13日閲覧。

### 利用状況
1. ↑  「JR東日本：各駅の乗車人員（2000年度）」東日本旅客鉄道。2025年7月1日閲覧。
2. ↑  「JR東日本：各駅の乗車人員（2001年度）」東日本旅客鉄道。2025年7月1日閲覧。
3. ↑  「JR東日本：各駅の乗車人員（2002年度）」東日本旅客鉄道。2025年7月1日閲覧。
4. ↑  「JR東日本：各駅の乗車人員（2003年度）」東日本旅客鉄道。2025年7月1日閲覧。
5. ↑  「JR東日本：各駅の乗車人員（2004年度）」東日本旅客鉄道。2025年7月1日閲覧。
6. ↑  「JR東日本：各駅の乗車人員（2005年度）」東日本旅客鉄道。2025年7月1日閲覧。
7. ↑  「JR東日本：各駅の乗車人員（2006年度）」東日本旅客鉄道。2025年7月1日閲覧。
8. ↑  「JR東日本：各駅の乗車人員（2007年度）」東日本旅客鉄道。2025年7月1日閲覧。
9. ↑  「JR東日本：各駅の乗車人員（2008年度）」東日本旅客鉄道。2025年7月1日閲覧。